# Venezuela (geslacht)
Venezuela (genus) is een geslacht van spinnen uit de familie trilspinnen (Pholcidae).

## Soorten
Het geslacht kent de volgende soort:
- Venezuela multidenticulata (González-Sponga, 2003)